# Košarovce, Humenné
Košarovce este o comună slovacă, aflată în districtul Humenné din regiunea Prešov, pe malul râului Oľka, river⁠(d). Localitatea se află la altitudinea de 180 m deasupra n.m., se întinde pe o suprafață de 7,98 km2 și în 2017 număra 622 de locuitori.

## Istoric
Localitatea Košarovce este atestată documentar din 1408.

## Demografie
| An:                | 1994 | 2004   | 2014   | 2024   |
| ------------------ | ---- | ------ | ------ | ------ |
| Număr de persoane: | 586  | 613    | 633    | 581    |
| Diferență:         |      | +4,60% | +3,26% | −8,21% |

| An:                | 2023 | 2024   |
| ------------------ | ---- | ------ |
| Număr de persoane: | 584  | 581    |
| Diferență:         |      | −0,51% |